# Religiones abrahámicas

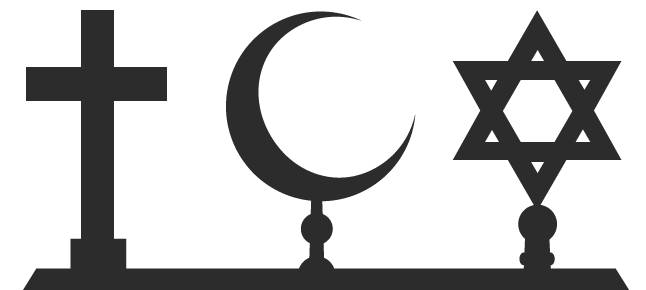
De izquierda a derecha: los símbolos de las religiones cristiana, islámica y judía.

Las religiones abrahámicas son las creencias monoteístas que reconocen una tradición espiritual identificada con Abraham, el término es usado principalmente para referirse colectivamente al judaísmo, cristianismo e islam. A las que se suman en ocasiones otras como el bahaísmo, los samaritanos, y los drusos. El movimiento rastafari también tiene raíces abrahámicas. 
Las principales religiones no-abrahámicas del mundo son las religiones dhármicas de la India y otras religiones orientales del Oriente asiático centradas en la idea del Tao o los Kami; así como las llamadas religiones animistas que se extienden por el continente africano y la región caribeña y antillana de América. El uso del término «abrahámico» no es universal y ha probado ser problemático por muchas razones.

## Origen del término

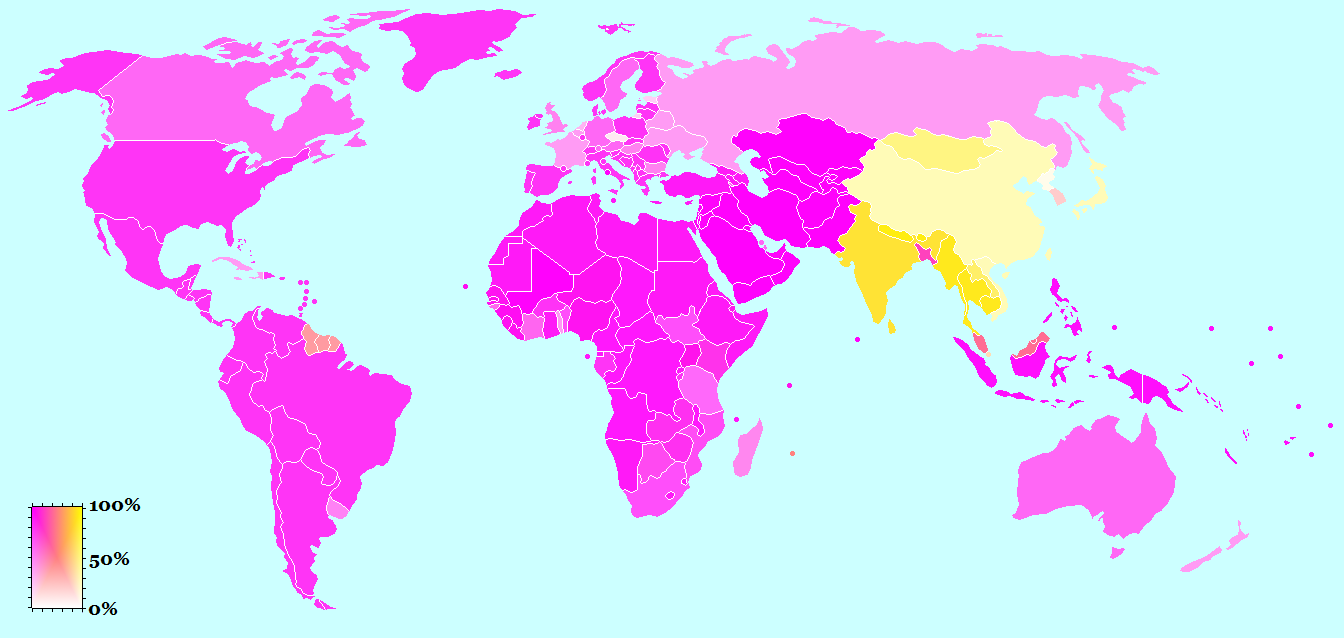
Mapa que muestra la extensión geográfica en rosa de las principales religiones abrahámicas (cristianismo, islam, judaísmo) y en amarillo las principales religiones dhármicas (budismo e hinduismo) en cada país.

El término "religión abrahámica" se deriva del término de origen islámico, Millat Ibrahim, aunque en el uso musulmán sólo se considera que el islam refleja verdaderamente la "Fe de Abraham". Por tanto se refiere a la aseveración tradicional sobre la relación de los árabes musulmanes con Abraham a través de su hijo, Ismael, que se extiende para incluir a Mahoma aunque la genealogía no puede ser verificada debido a poco más de 2.000 años de historia no registrada, haciendo a Abraham un ancestro para todos los profetas posteriores, ya que todos, excepto Mahoma, fueron descendientes de los israelitas. Los cristianos se refieren a Abraham como un "padre en la fe".

El judaísmo, el cristianismo, el islam y la Fe Bahá'í comprenden una familia de religiones. Un número de términos reconocen sus enlaces histórico-teológicos: la popular etiqueta "Gentes del Libro" subraya el rol central que la escritura jugó entre sus adherentes, mientras los académicos de la religión a veces las categorizan como las "fes monoteístas más importantes". El término "abrahámico" tiene ventajas sobre ambos usos; se centra en una afinidad más específica que la primera y evita las controversias categóricas e interpretativas que pudieran surgir sobre la segunda mientras enfatiza el lugar primordial que Abraham tienen en sus tradiciones.

Abraham es presentado en la Torá como el ancestro de los israelitas a través de su hijo Isaac, nacido de Sara a través de la promesa hecha en el Génesis 17:16.

## Aspectos comunes

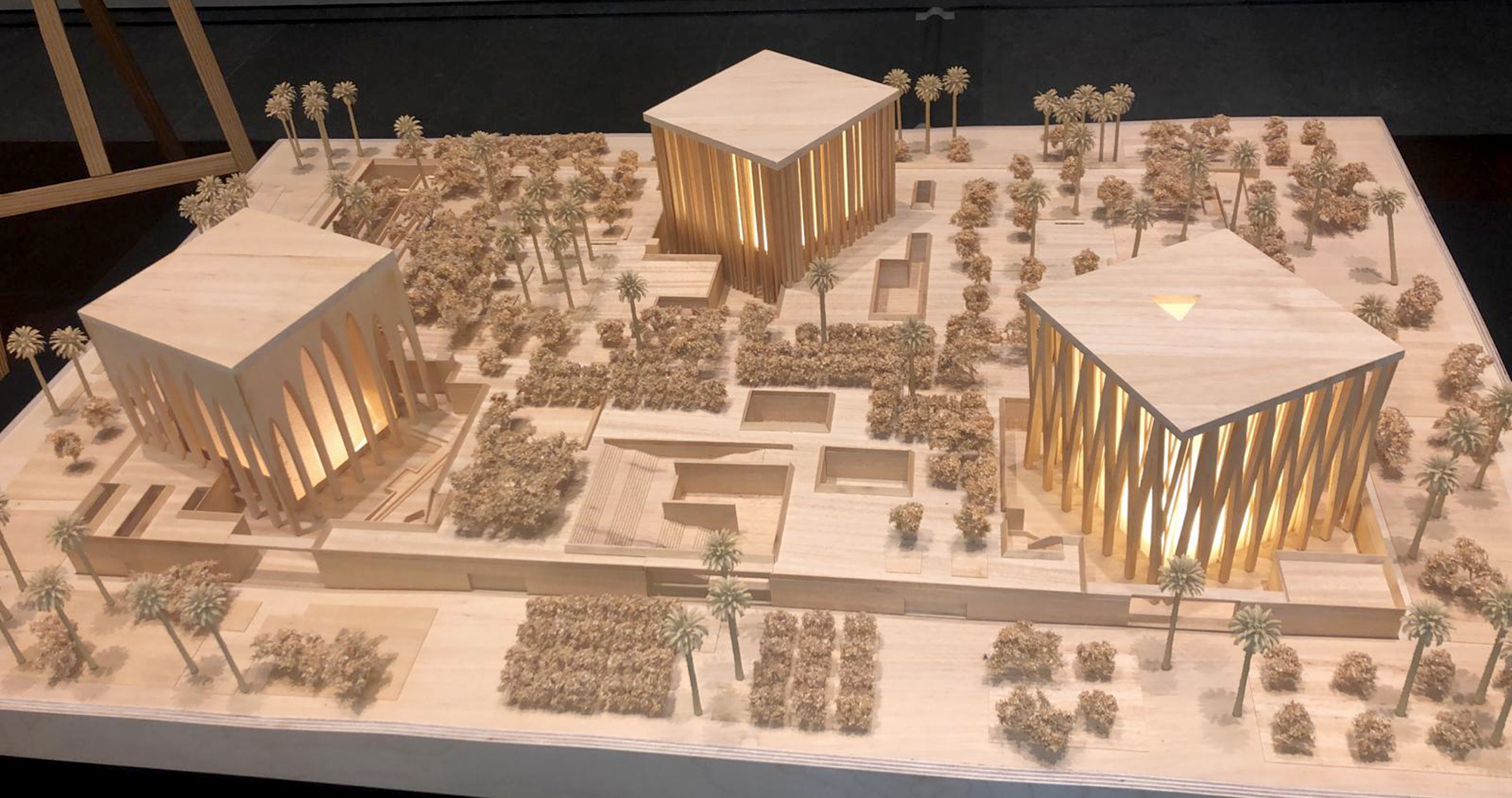
Maqueta de la Casa de la Familia Abrahámica, complejo interreligioso de las tres religiones abrahámicas principales (Cristianismo, Islam y Judaismo) y sus tres edificios de culto (Iglesia, Mezquita y Sinagoga).

Existe una cierta cantidad de aspectos comunes entre el judaísmo, el cristianismo, el islam, y otras religiones abrahámicas:
- Monoteísmo. Las tres religiones dicen ser monoteístas, aunque los judíos y los musulmanes a veces argumentan que la doctrina de la Trinidad (adoptada por la mayoría de los cristianos) constituye politeísmo, véase también Shituf y Shirk.
- Una tradición profética. Las tres religiones reconocen a figuras llamadas "profetas", así como las interpretaciones de su rol profético.
- Orígenes semitas. El judaísmo y cristianismo primitivo se originaron en el pueblo judío,[9] mientras que el Islam se originó en el pueblo árabe.
- Una base en la revelación divina en lugar de, por ejemplo, especulación filosófica o costumbre.
- Una orientación ética. Las tres religiones hablan de una elección entre el bien y el mal, que está asociada con la obediencia o desobediencia a un solo Dios y a la Ley Divina.
- Un concepto lineal de la historia, a veces llamado escatología, comenzando con la creación y el concepto de que Dios trabaja a través de la historia y termina con la resurrección de los muertos y el Juicio Final.
- Asociación con el desierto, que algunos comentaristas creen que le dio a estas religiones un ethos particular.
- Aceptación de algunas obligaciones religiosas del judaísmo encontradas en la Biblia como una devoción espiritual a las tradiciones de Abraham y Moisés por el cristianismo[10] y por el islam, incluyendo aquellos que tienen narrativas paralelas en el Corán, tales como las historias de Adán, Noé, Abraham y Moisés.

## Visión general
Las religiones abrahámicas están relacionadas con (o incluso derivadas de) el judaísmo en los reinos antiguos de Israel y Judá antes del Cautiverio de Babilonia, al inicio del I milenio a. C.
- Muchos creen que el judaísmo en el Israel bíblico fue renovado y reformado hasta cierto grado en el Siglo VI a. C. por Esdras y otros sacerdotes que regresaban a Jerusalén del exilio.
- De acuerdo a The Oxford Companion to World Mythology (David Leeming, Oxford University Press, 2005, página 118), "Parece casi seguro que el Dios de los Judíos evolucionó gradualmente del dios El cananeo, quien era todo igual al 'Dios de Abraham'... Si Él era el alto dios de Abraham - Elohim, el prototipo de Yahveh - Asherah fue su esposa, y hay indicaciones arqueológicas que ella fue percibida como tal antes de que fuera 'divorciada' en el contexto del judaísmo emergente en el siglo VII a. C. (Ver Reyes 23:15).
- El samaritanismo empezó a divergir del judaísmo a partir del siglo VI a. C.
- Algunas tradiciones cristianas enseñan que el cristianismo comenzó con Adán, pero que sus enseñanzas fueron rechazadas y fueron temporalmente reemplazadas con lo que hoy llamamos judaísmo, para ser restaurada con la venida del Mesías. El cristianismo se originó en Judea, en el Siglo I d. C., entonces la provincia Iudaea, como una rama radicalmente reformada del judaísmo (ver Cristianismo primitivo). Sin embargo, el cristianismo se extendió a Grecia y Roma, y de ahí a la mayoría de Europa, Asia y las Américas, y muchas otras partes del mundo. A través de los siglos, el cristianismo se separó en muchas iglesias diversas y denominaciones. Una importante separación en el Siglo V separó a varias Iglesias ortodoxas orientales de la iglesia católica centrada en Roma. Otras separaciones importantes fueron: el Cisma de Oriente en el siglo XI, separando a la Iglesia católica de la Iglesia ortodoxa; y la Reforma Protestante en el siglo XVI, que dio origen a cientos de denominaciones protestantes independientes.
- El islam se originó en el siglo VII, en las ciudades árabes de Meca y Medina. Aunque no es una rama disidente del judaísmo o cristianismo, los musulmanes creen que son la continuación y el reemplazo de las mismas. El Corán, el libro sagrado del islám, se proclama como la palabra final de Dios y su mensaje fue el de todos los profetas, lo que significa que el islam no comenzó con Mahoma sino que se completó en sus tiempos. Como un ejemplo de similitudes entre las fes, los musulmanes creen en una versión de la historia del libro del Génesis y que descienden de Abraham a través de Ismael, que fue concebido por la esclava de Abraham, Agar.
- Los drusos del norte de Israel, el sur del Líbano, y el sudoeste de Siria se aferran a la fe abrahámica del Arca de la Alianza a través de sus ancestros Yitro (Jethro), el suegro de Moshe (Moisés) (el más grande profeta del judaísmo). Sin embargo, sus orígenes son islámicos, desarrollándose a partir de la creencia de algunas tribus ismailíes chiitas de que el Califa fatimí Al-Hakim bi-Amr Allah era la encarnación de Dios.
- El mormonismo, también llamado el Movimiento de los Santos de los Últimos Días, desarrollado en los Estados Unidos a comienzos del Siglo XIX. El movimiento se centra en las enseñanzas de Joseph Smith, Jr., especialmente el Libro de Mormón (del cual el movimiento obtiene su nombre). El mormonismo viene de una indisputable herencia religiosa abrahámica — comenzando con una revelación de Smith, la cual inició una separación de varias denominaciones protestantes cristianas de la época. Su posición en la tradición es disputada por algunos: algunos cristianos dicen que el mormonismo había surgido de verdaderas raíces abrahámicas, mientras otros dicen que el mormonismo es una secta radical del cristianismo. Sin embargo, cumple la definición de ser una religión cuyos practicantes consideran a Abraham como una figura y guía importante.
- La Fe Bahá'í es una religión fundada por Bahá'u'lláh en la Persia del siglo XIX, enfatizando la unidad espiritual de la humanidad y la unidad subyacente de todas las religiones. La historia religiosa parece haberse desarrollado a través de la influencia de una serie de mensajeros divinamente enviados, cada uno de los cuales estableció una religión que respondía a las necesidades del momento. Estos mensajeros incluyen a Abraham, Jesús y Mahoma entre otros.[11]
- El movimiento rastafari se formó del sincretismo de elementos tradicionales de la religión abrahámica con un nuevo pensamiento desarrollado de la experiencia de los pueblos africanos en la diáspora africana en el siglo XX. Desarrollándose en el Caribe angloparlante (especialmente en la isla de Jamaica), acepta al antiguo emperador de Etiopía Haile Selassie (originalmente Ras Tafari Makkonen) como una encarnación de Dios, conocido como Jah en la teología rastafari, fundados en que como parte de la dinastía salomónica, era el descendiente de Menelik I de Etiopía, hijo de Salomón y la Reina de Saba. Los seguidores del Rastafari aceptan la autoridad de la Biblia como escritura, y consideran a Etiopía (un país de lengua semítica) como Tierra Santa.

### Importancia de Abraham

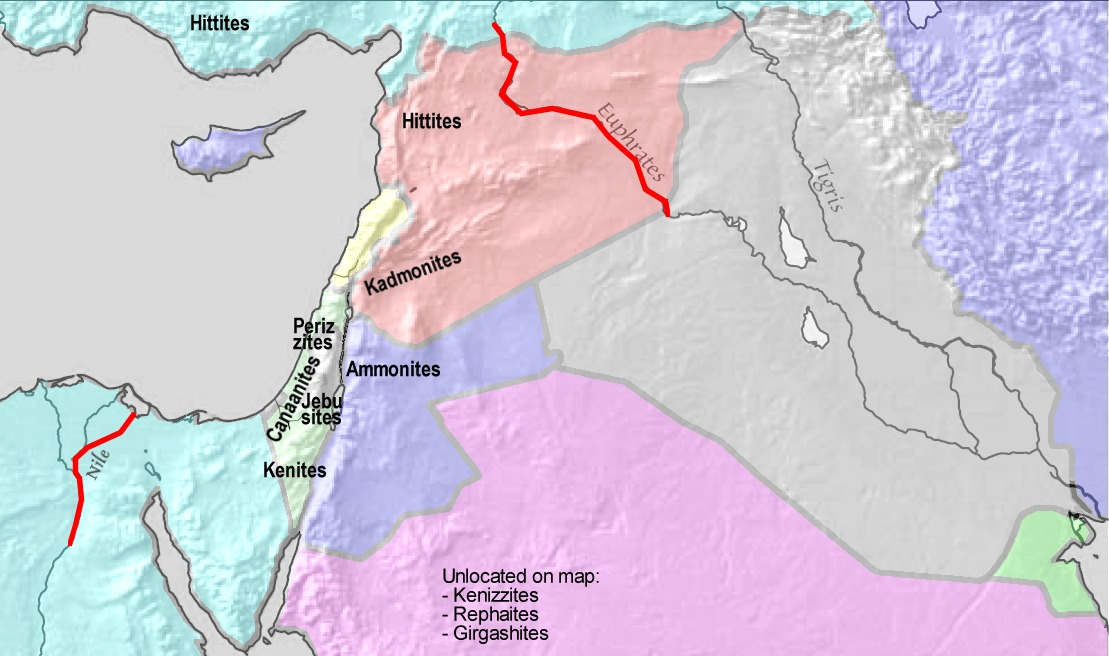
Una interpretación de la frontera de la Tierra Prometida, basados en la premisa de Dios de Abraham Génesis 15.

- Para los judíos, Abraham es primordialmente un ancestro venerado como patriarca (referido como "Nuestro Padre Abraham") a quien Dios hizo diversas promesas: principalmente, que tendría un sinfín de descendientes, y que ellos recibirían la tierra de Canaán (la "Tierra Prometida"). Un tanto menos controvertido, de acuerdo con la tradición judía, Abraham fue la primera persona post-Diluvio universal en rechazar la idolatría a través del análisis racional, aunque Sem y Eber continuaron la tradición desde Noé. Abraham no solo aparece simbólicamente como una figura fundamental para el judaísmo, pero se reconoce que observaba los mandamientos de la Torá antes de que le fueran entregados a Moisés. Los académicos modernos no ignoran que el K'tav Ivri recibe su nombre de Abraham que era conocido como el "Ivri", que ocurre en el Génesis 14:13 con la frase Avram ha-Ivri, y es el origen de la palabra Hebreo. Las fuentes tempranas midrásicas explícitamente mencionan que las leyes de la Torá (Pésaj) ya eran observadas por los patriarcas mucho antes del Sinaí,[12] y en un caso con un ejemplo simultáneamente explícito de cálculos cronológicos[13] refiriéndose al Génesis 26:5. El K'tav Ashuri original fue abandonado un poco en algún momento durante la vida de Abraham antes de 1638 a. C.,[14] y fue retomado en el Sinaí en 1313 a. C.[15]

- Para los cristianos, Abraham es un antepasado espiritual en lugar de un ancestro directo tal y como es definido por Pablo de Tarso en la Epístola a los Romanos 4:9-12, con la Alianza Abrahámica "reinterpretada para ser definida como fe en Cristo en lugar de descendencia biológica".[16] En la creencia cristiana, Abraham es un modelo de fe (Hebreos 11:8-10), y su obediencia a Dios en el sacrificio de Isaac son vistos como un avance del ofrecimiento de Dios de su hijo, Jesús.[17] La tendencia de los comentaristas cristianos a interpretar las promesas de Dios a Abraham, como aplica al cristianismo en lugar de al judaísmo, cuyos adherentes rechazan a Jesús, son derivadas de la interpretación de Pablo de Tarso de todos los descendientes que creen en Dios como descendientes espirituales de Abraham en la Epístola a los Romanos 4, y la Epístola a los Gálatas 4:9.[18] Sin embargo, en ambos casos se refiere a estos descendientes espirituales como "Hijos de Dios" (Epístola a los Gálatas 4:26) y no "hijos de Abraham".[19]

- En el islam, Ibrahim es considerado en una línea de profetas comenzando con Adán (Génesis 20:7). Estos ancestros son la genealogía de Mahoma, así como el "primer musulmán" (Surah 3) p.e., el primer monoteísta en un mundo donde el monoteísmo estaba perdido. También es referido en el islam como ابونا ابرهيم o "Nuestro Padre Abraham", así como Ibrahim al-Hanif o Abraham el Monoteísta. El islam sostiene que fue Ismael (Isma'il) (el ancestro de Mahoma) y no Isaac a quien Ibrahim debía sacrificar. Además de su linaje espiritual, las tribus árabes Adnaníes del norte trazan su linaje hasta Isma'il (y por tanto a Abraham).

- El bahaísmo lo ve como una Manifestación de Dios, una de muchas personas en la historia que da la profecía más certera sobre los planes de Dios para la humanidad en ese momento. Abraham es fundamental para la enseñanza monoteísta en una sociedad politeísta y animista. Bahá'u'lláh fundador de bahaismo pertenece a una noble familia persa que traza su origen hasta Abraham a través de su tercera esposa llamada Cetuara [Génesis 25:1].

## Orígenes

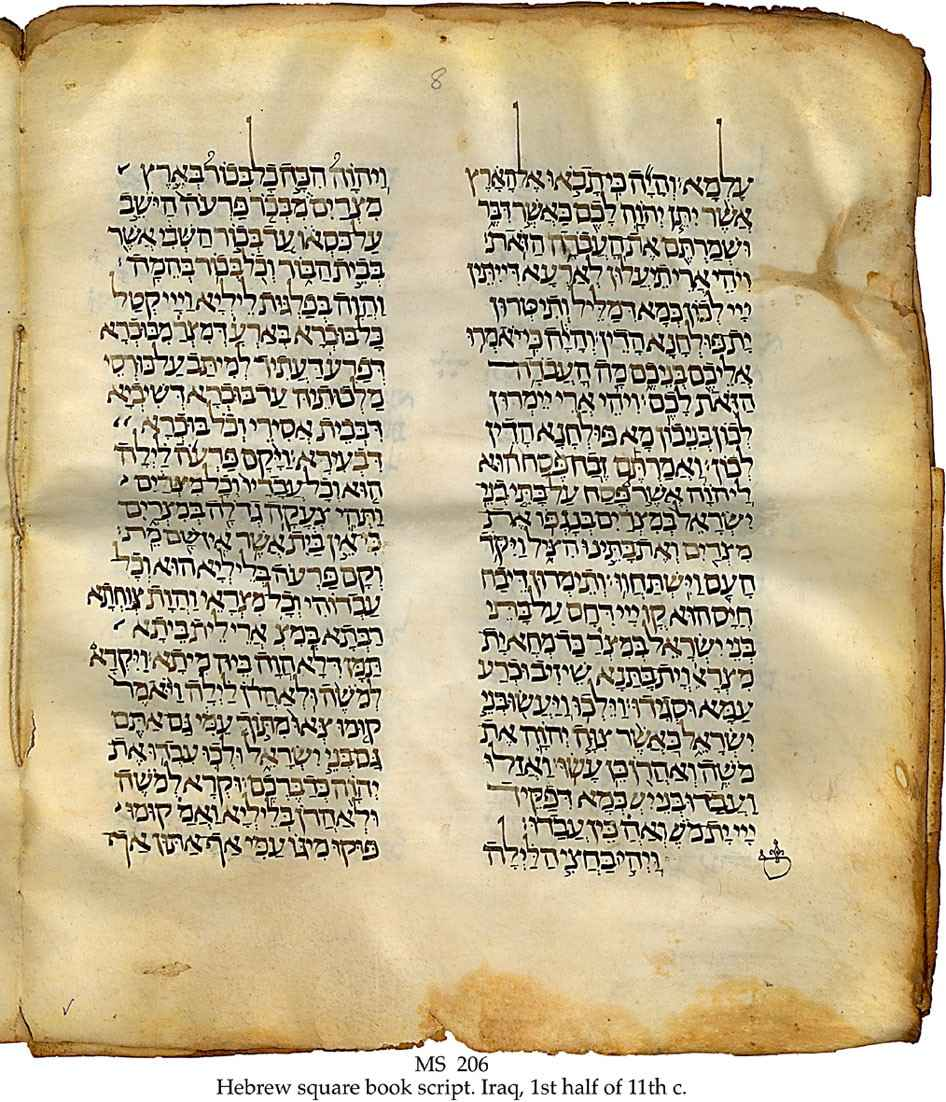
Manuscrito del de la Biblia Hebrea con Targum

El judaísmo tiene sus orígenes en la cultura cananea-Israelí de la última parte del segundo milenio y la primera del primer milenio a. C. La cultura israelí era cananea en origen, compartiendo con otras culturas semíticas occidentales un panteón común de dioses incluyendo a El, Asherah y Baal, así como la veneración de deidades solares y lunares, a los ancestros y prácticas comunes incluyendo la nigromancia y el sacrificio infantil. Yahveh se originó como un Dios de la guerra en Edom y Madián, y fue gradualmente asimilado en el panteón cananeo. Este proceso fue marcado por dos fases importantes: en el periodo de los Jueces y la monarquía temprana, la convergencia vio la unión de las cualidades de otras deidades, e incluso otras deidades mismas, con Yahveh: así Él se identificó con el nombre Yaweh, Asherah dejó de ser una deidad distinta, y cualidades de El, Asherah y Baal (notablemente, para Baal, su identificación como un Dios del trueno) fueron asimiladas en Yahweh. 
En el periodo desde el Siglo IX a. C. hasta el tiempo del Exilio ciertas características de la religión israelita fueron diferenciadas del culto a Yahveh, identificadas como cananeas, y rechazadas: ejemplos incluyen el culto a Baal y Asherah, el sacrificio infantil, la adoración del sol y de la luna, y los cultos en los "altos lugares". Las fuerzas que impulsaron este proceso fueron la casa real de Judá, que identificaba a Yahveh como su deidad titular, y las escuelas proféticas del norte. Las reformas religiosas de Josías, datadas en la Biblia alrededor del 622 a. C., y aparentemente una reacción a la crisis política a través de la que Judá estaba pasando, marcaron el paso decisivo desde el henoteísmo (la insistencia en la veneración exclusiva a un Dios patrón de Israel, sin negar la existencia de otros dioses) a la monolatría centrada en Yahveh; alcanzando el desarrollo de un monoteísmo completo. El concepto de que Yahveh era Dios no solo de Israel sino de todo el mundo, es más difícil de determinar pero parece haberse desarrollado durante los periodos del Exilio y post-Exilio, en las manos del sacerdocio Yahvista.
Los orígenes del judaísmo están mencionados en la Torá. La fuente generalmente aceptada generalmente de forma canónica que trata sobre esa cuestión es el libro del Génesis de la Biblia Hebrea, que de acuerdo a la tradición rabínica fue escrita por Dios y recibida por Moisés después del Éxodo de Egipto, en algún momento del segundo milenio a. C. Otros movimientos nuevos tales como el judaísmo reformado y el humanismo secular creen que tal vez Moisés y otros escribieron la Biblia en un periodo de tiempo por ellos mismos. De acuerdo con el judaísmo fue revelado gradualmente a la línea de patriarcas desde Adán a Jacob (también llamado Israel). Sin embargo, a pesar de que Abraham, en la interpretación judía, también seguía las que serían las leyes escritas recibidas, la religión judía fue establecida cuando Moisés recibió los Diez mandamientos en el monte Sinaí, y con la organización de su sacerdocio e institución de sus servicios en el templo.
Los arqueólogos no han encontrado evidencia directa para apoyar o refutar la historia del Génesis en los orígenes del judaísmo, de hecho, no hay textos sobrevivientes de la Biblia Hebrea más antiguos que los manuscritos del Mar Muerto (siglo II a. C. o después). Sin embargo, la arqueología ha mostrado que personas hablando varias lenguas semíticas y con religiones politeístas similares estaban viviendo en Canaán y áreas adyacentes alrededor del tercer milenio a. C. Algunos de sus dioses (tales como Baal) son mencionados en la Biblia, y el Dios supremo en el panteón semítico, El, algunos académicos creen que era el Dios de los patriarcas bíblicos. Por ejemplo, Él es un segmento común en nombres hebreos, tales como Daniel, Ezequiel, Elías, etc. Existen un número de inscripciones que algunos académicos creen que confirman el registro bíblico, tales como la estela de Tel Dan.
Una escuela del pensamiento, Sigmund Freud y Ahmed Osman entre los proponentes, aseguran que históricamente, el monoteísmo abrahámico comenzó con Akhenatón, el faraón "herético" de Egipto que, en el siglo XIV a. C., fundó la primera religión (quasi-)monoteísta del mundo dedicada al disco solar, o Atón. El egiptólogo Jan Assman argumenta que el monoteísmo entró al pensamiento abrahámico a través del proceso de la memoria traumática de su episodio en la historia religiosa egipcia.
Boyce acredita a la religión conocida como zoroastrismo de haber influido en las religiones abrahámicas al introducir en el judaísmo durante el Exilio en Babilonia los conceptos de juicio individual (libre albedrío), Cielo e Infierno, y la futura resurrección del cuerpo para un Juicio Final, con una posterior vida eterna para los reunidos en cuerpo y alma.

## Patriarcas
Hay siete figuras notables en la Biblia antes de Abraham: Adán y Eva, sus dos hijos Caín y Abel, Henoc y su nieto Noé y Taré el padre de Abraham. No es seguro que cualquiera de ellos dejara algún código moral. El Génesis menciona los Siete preceptos de las naciones dados por Dios a la familia de Noé. La mayor parte de estos patriarcas sirven como buenos (o malos, como Caín) modelos de comportamiento, sin una indicación específica sobre como se deben interpretar sus acciones en cualquier religión.
Algunas iglesias cristianas tienen fe en libros antiguos como el Libro de Henoc.
En el Génesis, Abraham es instado a dejar la ciudad de Ur porque "Dios hará de ti una gran nación". Abraham tuvo ocho hijos con tres esposas: Ismael con la esclava egipcia Agar, Isaac de su esposa Sara, y otros seis con su otra esposa, Keturah. La genealogía de las relaciones de Moisés con Isaac está registrada en la Torá, que también provee un registro sobre la genealogía de las 12 Tribus de Israel, y más tarde Judá como de los descendientes de Abraham, el pueblo de Israel, el nombre Abraham, y su hijo Isaac y nieto Jacob también son mencionados. El judaísmo no cuenta a Adán ni a Noé entre los profetas.
Jesús, Mahoma, Bahá'u'lláh y otras figuras prominentes también son descendientes de Abraham a través de uno de estos hijos.
La visión cristiana de Abraham es de un importante ejemplo de fe, y un ancestro espiritual y físico de Jesús -un judío considerado el Hijo de Dios a través del cual Dios prometió bendecir a todas las familias de la Tierra. Además, los musulmanes se refieren a los judíos y cristianos como Gente del Libro y ven una tradición religiosa y profética común entre ellos. Ven a Abraham como uno de los profetas más importantes de los muchos profetas enviados por Dios. Así representa para algunos, un punto de comunidad que buscan enfatizar a través de esta terminología.
Aunado a ser la única "figura fundadora", Abraham es descrito como la primera figura en el Génesis que claramente no es de directo origen divino, como se asevera de Adán y Eva; es aceptado por tres importantes fes monoteístas teniendo un rol importante en la fundación de sus creencias comunes; y no es considerado como el origen genético masculino de todos los humanos en la Tierra (como lo es Noé en las interpretaciones más literales).
El islam considera a Adán y a Noé como profetas y reconoce que quizá hubo otros profetas desconocidos hasta ahora, que Dios envió, y por lo menos uno por cada nación.
Para los Bahais Adán no es el primero de la especie humana en la tierra; es más bien el primer ser humano en darse cuenta de que poseía espíritu y a partir de ello se inicia la historia de la humanidad. Reconocen a Abraham como una Manifestación de Dios tal como Moisés, Jesús, Mahoma y Bahá'u'lláh.

## La Deidad Suprema
El islam y el judaísmo adoran a una Deidad Suprema que conciben estrictamente como Monoteísmo, un único Ser; el cristianismo concuerda, pero el Dios cristiano es al mismo tiempo (de acuerdo con la mayoría de las denominaciones cristianas) una Trinidad indivisible, una visión no compartida por otras religiones. Una considerable minoría de cristianos de las denominaciones cristianas protestantes no apoyan la visión de la doctrina de la Trinidad, y a veces sugieren que la idea de la Trinidad fue fundada en la cultura religiosa romana, específicamente sugiriendo que fue formulada gracias a la absorción romana de elementos de la ideología zoroástrica y pagana como parte de su cultura homogeneizada, y no era parte del cristianismo primitivo original.

### Dios en el cristianismo

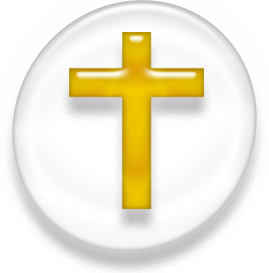
La Cruz cristiana (o crux) es el símbolo religioso más conocido del cristianismo, esta versión se conoce como la Cruz Latina.

Los cristianos creen que el Dios adorado por el fiel pueblo hebreo de la era precristiana siempre se ha revelado como lo hizo con Jesús, pero esto no era obvio hasta que la Palabra del Señor, la revelación de Dios, se hizo carne y vivió entre nosotros (ver Juan 1). También, a pesar del hecho de que el Ángel de Yahveh habló a los Patriarcas, revelándoles a Dios, siempre ha sido solo porque el Espíritu de Dios les dio entendimiento, que los hombres han podido percibir después de que han sido visitados por Dios mismo. Después de que Jesús fuera levantado de entre los muertos-de acuerdo a las escrituras cristianas- esta creencia hebrea de cómo Dios se presenta como Mesías se entiende de diferentes maneras. Fue entonces que los seguidores de Jesús comienzan a hablar de él como Dios mismo (ver Juan 20:28), aunque esto ya había sido revelado a ciertos individuos durante su ministerio, por ejemplo, a la mujer samaritana en Shechem, y a sus apóstoles más cercanos.
Esta creencia se ha desarrollado gradualmente en la formulación moderna de la Trinidad, que es la doctrina que dice que Dios es una sola entidad (Yahveh), pero que en realidad hay una "triedad" en el único ser de Dios que siempre ha sido evidente pero no entendida. Esta misteriosa "triedad" ha sido descrita como, en búsqueda de mejores términos, hipóstasis en el idioma griego ("substancias" en latín, y "personas" en español). En la concepción cristiana tradicional, Dios Padre solo se ha revelado a través de Su Eterna Palabra (que nació como Jesús, de María (madre de Jesús), Dios Hijo, y su Espíritu) quien después de la resurrección fue dado a los hombres, estableciendo la Iglesia cristiana.

### Dios en el islam

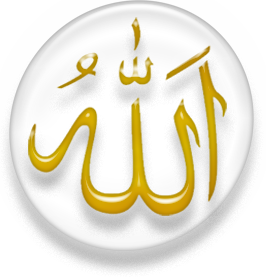
Símbolo del islam, el nombre de Alá.

Alá es la traducción árabe estándar para la palabra "Dios". La tradición islámica también describe los 99 nombres de Dios. Estos 99 nombres describen atributos de Dios, incluyendo el Más Compasivo, el más justo, La Paz y Bendición, y el Guardián. La creencia islámica en Dios es distinta en que no acepta compañeros o progenie de Dios. Esta creencia está resumida en el capítulo del Corán de Al-Ikhlas, que dice "Dios es Uno, Él es el Eterno, el Absoluto. Él no engendra ni fue engendrado. Y no hay nadie como Él".
Los musulmanes creen que el Dios Judío es el mismo que su Dios y que Jesús es un profeta inspirado divinamente, pero no Dios. Por tanto la Torá como los Evangelios se consideran basados en la revelación divina, pero los musulmanes creen que han sido corrompidos (tanto accidentalmente a través de errores de transmisión e intencionalmente por judíos y cristianos a través de los siglos). Los musulmanes veneran el Corán como la palabra final incorrupta de Dios o el último testamento traído a través del último profeta, Mahoma. Mahoma es considerado en la tradición islámica como el "Sello de los Profetas" y el islam visto como la última fe monoteísta para toda la humanidad.

### Dios en el judaísmo

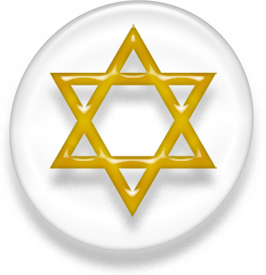
La Estrella de David (o Maguén David) es un símbolo religioso generalmente reconocido por la comunidad judía y por el judaísmo rabínico.

La teología judía está basada en la Biblia Hebrea, donde la naturaleza y los mandamientos de Dios son revelados a través de las escrituras de Moisés, la Torá y las escrituras de los profetas, los Salmos y otras antiguas escrituras canonizadas, junto con la Santa Torá, Nevi'im y Ketuvim que juntos forman la Biblia Hebrea, la Tanaj. Adicionalmente, la Torá Oral, está registrada en la Mishná y en la Guemará que forman juntas el Talmud babilónico.
El Ser Supremo es referido en la Biblia Hebrea de muchas formas, con nombres tales como Elohim, Adonai, o con las cuatro letras hebreas "Yod Hei Vav Hei" (el Tetragrámaton), que los judíos ortodoxos no pronuncian como una palabra por respeto a Dios. Las palabras hebreas Eloheinu (Nuestro Dios) y Hashem (El Nombre), así como con las palabras españolas "Señor" y "Dios", también son usadas en el judaísmo rabínico moderno. El último a veces se escribe eliminando algunas letras en referencia a la prohibición de pronunciar el nombre de Dios en el judaísmo.
La palabra "Elohim" tiene la terminación plural hebrea "-im", que algunos estudiosos bíblicos toman como apoyo para la noción general de que los antiguos hebreos eran politeístas en el momento de los Patriarcas, sin embargo, como la palabra es usada con verbos en singular, esta hipótesis no es aceptada por muchos judíos. Los judíos señalan otras palabras en hebreo que son usadas de la misma manera de acuerdo a la regla del idioma hebreo, y estas palabras denotan respeto, majestad y deliberación, similar al plural real en inglés y en egipcio antiguo, y el uso de la forma plural "vous" para individuos de alto estatus en el francés moderno. Los académicos de la Biblia Judía y los comentarios históricos sobre el pasaje también sugieren que Elohim en la forma plural para llamar a Dios en conjunción con la corte celestial, por ejemplo los ángeles. Las alusiones en la era precristiana y el periodo temprano de la Cábala judía, y más tarde en el movimiento jasídico europeo después del Baal Shem Tov, tales como las dinastías jasídicas de Breslev y Jabad-Lubavitch, todo apunta al uso de la palabra Elohim denotando la existencia multidimensional de Dios en cada posible dimensión de la existencia creada.

### Dios en el bahaísmo

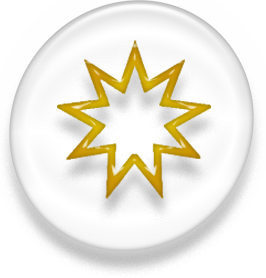
Estrella de Nueve Puntas, simbólica del número nueve, un número sagrado en el bahaísmo.

La creencia en la Unidad de Dios es central en la Fe Bahá'í. De acuerdo a la doctrina Bahá'í, al igual que en el judaísmo, cristianismo e islam, Dios es creador de todas las criaturas y fuerzas del universo y considerado como omnipotente, omnisciente y misericordioso. Los Bahá'ís creen que Dios envía a sus emisarios para educar a la humanidad desde el inicio de los tiempos. Estos mensajeros son conocidos en la literatura Bahá'í como "Manifestaciones de Dios", el más reciente es Bahá'u'lláh. De acuerdo a la doctrina Bahá'í, estas Manifestaciones revelan la naturaleza y voluntad de Dios en sus enseñanzas, leyes y a través de textos sagrados, que (para los Bahá'ís) incluyen la Torá, el Evangelio, el Corán, el Bayan, el Kitáb-i-Aqdas y el Libro de la Certeza, escrituras hindúes, zoroastrianas y budistas. Los Bahá'ís mantienen que los textos más antiguos contienen alegorías que deben ser interpretadas a la luz de revelaciones más recientes. Sin embargo, la doctrina Bahá'í enseña que Dios es muy grande para ser entendido por los humanos. Para los Bahá'ís Mahoma cierra la Era Adámica o Era de Los Profetas y Bahá'u'llah abre la Era de Gloria (Esplendor) o Era de Cumplimiento de las profecías del pasado.

### Dios en el mandeísmo
Los mandeos consideran también que su religión fue fundada por Abraham, perpetuada por los diferentes patriarcas hebreos hasta Juan el Bautista, su principal profeta, sin incluir a Jesús a quien consideran traidor. Los mandeos han sido tradicionalmente considerados Gente del Libro por los musulmanes (que los denominaban sabeos).

## Escrituras religiosas
Todas las religiones descansan en un cuerpo de escrituras, algunas de las cuales son consideradas como la palabra de Dios - por tanto sagradas e incuestionables - y algunas el trabajo de hombres religiosos, veneradas principalmente por tradición y a tal grado que han sido consideradas haber sido inspiradas, si no dictadas, por el ser divino.

### Cristianas
Las sagradas escrituras de la mayoría de los grupos cristianos son el Antiguo Testamento, que es básicamente la misma Biblia Hebrea, y el Nuevo Testamento, que contiene cuatro relatos de la vida y enseñanzas de Jesús (los cuatro evangelios, tradicionalmente atribuidos a sus apóstoles Mateo, Juan, Marcos y Lucas) y muchos escritos de los apóstoles como Pablo. Son considerados como divinamente inspirados en cierto sentido y juntos comprenden la Biblia cristiana. Así, los cristianos consideran las enseñanzas fundamentales del Antiguo Testamento, en particular los Diez mandamientos, como válidos. Sin embargo, creen que la venida de Jesús como el mesías y salvador de la humanidad tal y como estaba predicho en el Antiguo Testamento arrojaría luz en la verdadera relación entre Dios y la humanidad restaurando el énfasis en el amor universal y compasión (como está mencionado en la Shemá) sobre los otros mandamientos, también desenfatizando los preceptos más "legalistas" y materiales de la Ley Mosaica (tales como las restricciones en la dieta y los ritos en el templo). Algunos cristianos creen que el vínculo entre el Antiguo y el Nuevo Testamento en la Biblia significa que el judaísmo ha sido supersedida por el cristianismo como el "nuevo Israel", y que las enseñanzas de Jesús describen a Israel no como un lugar geográfico sino como una asociación con Dios y la promesa de la salvación en el Cielo.

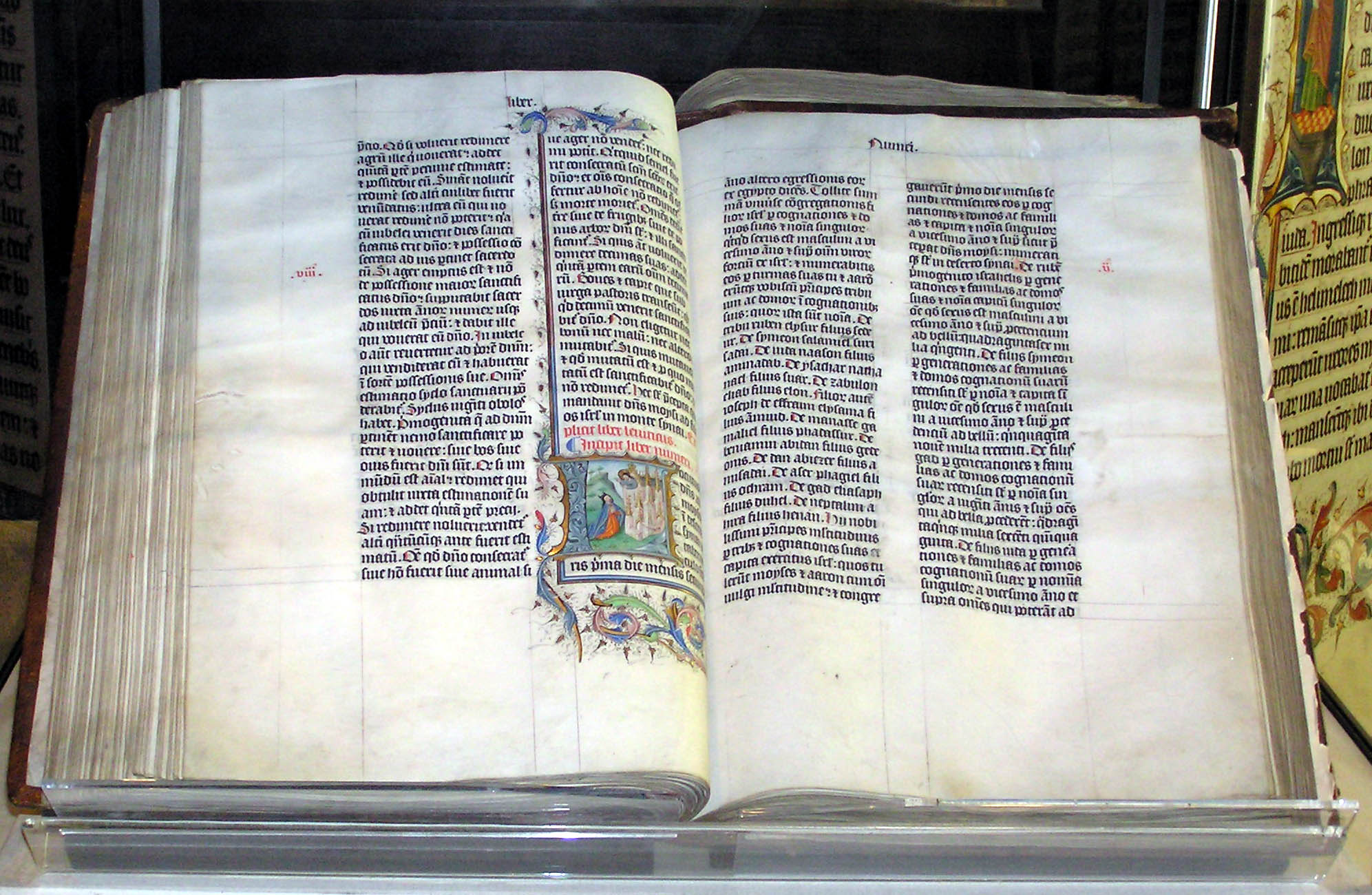
Una biblia manuscrita en latín, en exhibición en la Abadía de Malmesbury, Wiltshire, Inglaterra. Esta Biblia fue transcrita en Bélgica en 1407 para leerse en un monasterio.

La vasta mayoría de las fes cristianas (generalmente incluyendo al Catolicismo, la Iglesia ortodoxa, el Anglicanismo y la mayor parte del Protestantismo, pero no el Restauracionismo) derivan sus creencias de las conclusiones alcanzadas por el Concilio de Nicea I en 325, en un documento conocido como el símbolo niceno. Este describe las creencias de que Dios (como una trinidad de distintas personas con una sustancia) se convirtió humano en la tierra, nació como Jesús siguiendo a las escrituras del Antiguo Testamento, fue crucificado por los hombres, murió y fue sepultado, resucitó al tercer día y entró en el Reino de Dios y "está sentado a la derecha del Padre". Los cristianos generalmente creen que la fe en Jesús es la única manera de obtener la salvación y entrar en Cielo, y que la salvación es un regalo dado por la gracia de Dios.
Los cristianos reconocen que los Evangelios fueron pasados por tradición oral hasta que fueron escritos décadas después de la muerte de Jesús y que las versiones de hoy son copias de los originales. De hecho, la versión de la Biblia que es considerada la más válida (en el sentido de que expresa el verdadero significado de la palabra de Dios) ha variado considerablemente: la Septuaginta griega, la Vulgata latina, la Biblia del rey Jacobo inglesa y la Biblia sinodal rusa. En particular, los cristianos consultan frecuentemente la versión hebrea del Antiguo Testamento cuando preparan nuevas traducciones, aunque algunos creen que la Septuaginta debe ser preferida, ya que fue la Biblia de la Iglesia cristiana primitiva, y dado que creen que sus traductores usaron una biblia hebrea diferente a las que conforman el texto hebreo masorético actual ya que hay varias lecturas de los Manuscritos del Mar Muerto que están confirmadas por la Septuaginta. En el mismo sentido que los místicos judíos veían a la Torá como algo viviente y existente antes de cualquier texto escrito, también es la visión cristiana de la Biblia y Jesús mismo como la Palabra de Dios (o logos en griego), que trascienden a los documentos escritos.
Las sagradas escrituras de la Biblia Cristiana están complementadas por un gran cuerpo de escritos de individuos cristianos y Concilios de líderes cristianos, véase el derecho canónico. Algunas iglesias y denominaciones cristianas consideran ciertos escritos adicionales como vinculantes; otros grupos cristianos consideran solo a la Biblia como vinculante (sola scriptura).

### Islámicas
El libro sagrado del islam es el Corán, incluyendo 114 suras ("capítulos del Corán"). Sin embargo, los musulmanes también consideran los textos religiosos del judaísmo y el cristianismo en sus formas originales (no las versiones actuales, las cuales creen corruptas). De acuerdo al Corán (y al pensamiento popular musulmán) los versos del Corán fueron revelados por Dios a través del Arcángel Gabriel al Profeta Mahoma en ocasiones separadas. Esas revelaciones fueron escritas durante la vida de Mahoma y recogidas en una copia oficial en 633 después de Cristo, un año después de su muerte. Finalmente al Corán se le dio su orden actual en 653 d. C. por el tercer Califa.
El Corán menciona y venera a algunos profetas israelitas, incluyendo a Jesús, entre otros. Las historias de estos profetas son muy similares a aquellas en la Biblia. Sin embargo, los preceptos detallados de la Tanakh y el Nuevo Testamento no son adaptados como tal; son reemplazados por nuevos mandamientos revelados directamente de Dios (a través de Gabriel) a Mahoma y codificados en el Corán.
Como los judíos con la Torá, los musulmanes consideran al texto árabe original del Corán como incorrupto y santo hasta la última palabra, y cualquier traducción es considerada como una interpretación del significado del Corán, ya que solo el texto árabe es considerado como escritura divina.
Como la Ley Oral rabínica de la Biblia Hebrea, el Corán está complementado por el Hadiz, un conjunto de libros en los que autores posteriores habían registrado los dichos del Profeta Mahoma. El Hadiz interpreta y elabora los preceptos coránicos. No hay consenso dentro del islam en la autoridad de la colección del Hadiz, pero los académicos islámicos han categorizado cada Hadiz en uno de los siguientes niveles de autenticidad o isnad: genuino (sahid), justo (hasan) o débil (da'if). Entre los musulmanes chiitas ningún hadiz es considerado sahid, y el hadiz es aceptado solamente si no entra en conflicto con el Corán.
Para el siglo IX, seis colecciones de Hadiz fueron aceptadas como confiables para los musulmanes suníes. Los musulmanes chiitas, sin embargo, refieren una tradición alterna de la autenticidad de los Hadiz.
Las colecciones suníes:
- al-Bukhari (d. 870)
- Muslim b. al-Hajjaj (d. 875)
- Abu Da'ud (d. 888)
- al-Tirmidhi (d. 892)
- al-Nasa'i (d. 915)
- Ibn Maja (d. 886).

El Hadiz y la historia de la vida de Mahoma (sira) forman la Sunnah, un suplemento a las escrituras del Corán. Las opiniones legales de los juristas islámicos (fiqh) proveen otra fuente de práctica e interpretación diaria de la tradición islámica.
El Corán tiene referencias repetidas de la 'religión de Abraham' (ver Suras 2:130,135; 3:95; 6:123,161; 12:38; 16:123; 22:78). En el Corán esta expresión se refiere específicamente al islam, algunas veces en contraste con el cristianismo y el judaísmo, por ejemplo en Sura 2:135: "Ellos dicen: "Vuélvanse Judíos o Cristianos si quieren ser guiados (A la salvación)". Contésten: "¡No! (Preferiría) la Religión de Abraham el Verdadero, y se unió no con dioses sino con Dios". En el Corán se dice que Abraham era un musulmán (un hanif), 'no un Judío ni un Cristiano' (Sura 3:67).

### Judías
Las sagradas escrituras del judaísmo son la Tanaj, un acrónimo hebreo que se utiliza para la Torá (Ley o Enseñanzas), Nevi'im (profetas) y Ketuvim (escrituras). Estas son complementadas por y suplementadas con varias tradiciones originalmente orales: la Mishná, la Guemará, el Talmud, los Midrashim, y la literatura rabínica. El texto hebreo de la Tanaj y la Torá, es considerado sagrado hasta la última letra: su escritura se realiza con mucho cuidado. Un error en cualquier letra, en la ornamentación, o en un símbolo, entre las más de 300.000 letras estilizadas que conforman la Torá hebrea hacen que un rollo de la Torá sea considerado inútil, por lo tanto la escritura de los rollos de la Santa Torá es una actividad altamente especializada, y al escriba o sofer le toma un tiempo considerable escribir los rollos de la Santa Torá y revisarlos.

### Bahaíes
Hay más de cien volúmenes de escrituras sagradas para los Bahá'ís. A diferencia de otras tradiciones, Bahá'u'lláh vivió en la era moderna y sus voluminosos escritos han sido preservados junto con sus comentarios autoritativos. Toda la Teología Bahá'í está escrita.

## Fin de los tiempos y Más allá
En las principales religiones abrahámicas existe la espera de un individuo que anunciará el fin de los tiempos, y/o traiga el Reino de Dios a la Tierra, en otras palabras el cumplimiento de la profecía mesiánica. El judaísmo espera la venida del Mesías judío (el concepto judío del Mesías difiere del concepto cristiano de muchas maneras a pesar de que ambas utilizan el mismo término). El Mesías judío no es un "dios" sino un hombre mortal a quien, por su santidad, se le aplica esa descripción, solo hará su aparición durante una era de paz y santidad y su venida puede no terminar la historia. El cristianismo espera la Segunda Venida de Cristo. El islam espera tanto la segunda venida de Jesús (para que termine su vida y muera, ya que se considera que fue elevado vivo y no fue crucificado) y la venida del Mahdi (los suníes dicen que en su primera encarnación, los chiíes el regreso de Muhammad al-Mahdi). La Comunidad Ahmadía cree que tanto la venida del Mahdi y la Segunda Venida de Cristo fueron cumplidas en su fundador Mirza Ghulam Ahmad. Por otro lado, los miembros de la Fe Bahá'í cree que estas fueron cumplidas en las personas de sus fundadores Báb y Bahá'u'lláh.
La mayoría de las religiones abrahámicas concuerda en que un ser humano tiene un cuerpo, que muere, y un alma, que no necesita hacerlo. El alma, capaz de permanecer viva después de la muerte humana, lleva la esencia de la persona con ella, y Dios juzgará la vida de una persona en su alma cuando muera. La importancia de esto, el enfoque, los criterios precisos y el resultado difiere entre religiones.
La reencarnación y la transmigración del alma tienden a no presentarse fuertemente en las religiones abrahámicas. Aunque, como regla general, todas buscan alguna forma de vida en el más allá, el cristianismo y el islam apoyan la continuación de la vida, usualmente vista como eterna, en vez de una reencarnación y transmigración que son un retorno (o un continuo retorno) a esta Tierra o a algún otro plano a vivir una vida completamente nueva. El judaísmo cabalístico, por otro lado, acepta el concepto de regresar en nuevos nacimientos a través de un proceso llamado gilgut neshamot, pero esto no se deriva de la Torá, y es usualmente estudiado solo entre académicos y místicos dentro de la fe. Es una creencia popular para los judíos jasídicos y otros judíos ortodoxos.

### Judaísmo
Las visiones del judaísmo sobre el más allá ("El Mundo Venidero") (Olam Habá) son muy diversas y su discusión no es alentada. Esto puede ser atribuido al hecho de que aunque claramente hay tradiciones en la Biblia Hebrea sobre una vida en el más allá (ver Naboth y la Bruja de Endor), el judaísmo se centra en esta vida y como llevar una vida santa para agradar a Dios, en lugar de obtener una recompensa futura, y su actitud puede ser ampliamente resumida en la observancia rabínica de que al principio del Génesis, Dios vistió a los humanos desnudos (Adán y Eva), al final del libro de Deuteronomio enterró a los muertos (por ejemplo al profeta Moisés), los hijos de Israel lo lloraron durante 40 días y después siguieron adelante con sus vidas.
Muchos sienten que hay alguna forma de vida en el más allá, tal vez un regreso del alma a Dios, algunos dicen que hay una especie de recompensa para los bienhechores en el Gan Eden (el Jardín del Edén) y (menos aceptado) castigo en el infierno judío (Gehena). Popularmente se afirma que el tiempo máximo de castigo para todos, excepto para los más malos, es un año. Los inclinados místicamente también afirman que las almas (o chispas de las almas) se pueden reencarnar, a través de un proceso llamado Gilgul. Si hay un más allá, todos en el judaísmo aceptan que los Justos entre las Naciones irán al Paraíso y esta es una de las razones por la cual el judaísmo normalmente no hace proselitismo.

### Cristianismo
Los enfoques cristianos incluyen dos diferentes moradas para los muertos: Cielo, para los buenos, o Infierno, para los malvados. En el cristianismo católico también se contempla un Purgatorio, espacio temporal donde las almas no malas pero tampoco absolutamente buenas se purifican de sus pecados veniales hasta poder ingresar al Cielo. Una pequeña minoría de cristianos evangélicos enseña el aniquilacionismo, la doctrina que dice que aquellas personas cuyas almas no se reconcilien con Dios simplemente dejan de existir.

### Islam
En el islam, se dice que Dios es "El Más Compasivo y el Más Misericordioso" (Corán 1:1, así como al comienzo de la mayoría de las suras). Sin embargo, Dios también es el "Más Justo"; el islam preescribe un Infierno para aquellos que desobedecen a Dios y cometen pecado grave. Aquellos que obedecen a Dios y se rinden ante él serán recompensados con su propio lugar en el Paraíso. Mientras que los pecadores son castigados con fuego, también hay muchas otras formas de castigo descritas, dependiendo del pecado cometido; el Infierno está dividido en diferentes niveles, una idea que entró a la literatura cristiana a través del préstamo de temas y tropos islámicos en el Infierno de Dante.
Aquellos que veneran y recuerdan a Dios tienen prometida la eterna morada en un Paraíso físico y espiritual. En el islam, el Cielo está dividido en numerosos niveles, con los niveles más altos del Paraíso siendo la recompensa para aquellos que han sido más virtuosos, p.e., los niveles más altos pueden contener a los profetas, aquellos asesinados por creer, aquellos que ayudan a los huérfanos y aquellos que nunca dicen una mentira (entre otras numerosas categorías citadas en el Corán y el Hadiz).
Tras el arrepentimiento ante Dios, muchos pecados pueden ser perdonados ya que se dice que Dios es supremamente misericordioso. Adicionalmente, aquellos que creen en Dios, pero han tenido vidas pecaminosas, pueden ser castigados por un tiempo, y finalmente ser liberados en el Paraíso. Si alguien muere en un estado de shrik (la asociación de Dios de cualquier manera, tal como afirmar que es igual a alguna cosa o venerar a otro), entonces es posible que se quede por siempre en el Infierno; sin embargo, se dice que cualquiera con "un átomo de fe" finalmente llegará al Cielo, y la literatura islámica también registra referencias a los mayores pecadores, musulmanes y no musulmanes, finalmente siendo perdonados y liberados en el Paraíso.
Una vez que una persona es admitida en el Paraíso, ésta morará ahí para la eternidad.

### Bahaísmo
El bahaísmo considera simbólica la descripción convencional del más allá (Cielo e Infierno), mas no como un lugar específico. Las enseñanzas bahá'ís describen al Cielo como una "condición espiritual" de cercanía con Dios y sus enseñanzas; similarmente el Infierno es visto como un estado de lejanía a Dios y sus enseñanzas. Bahá'u'lláh, el fundador del bahaísmo, ha mencionado que la naturaleza de la vida del alma no está comprendida en el plano físico, y ha mencionado que el alma mantendrá su consciencia e individualidad y recordará su vida física; el alma será capaz de reconocer otras almas y comunicarse con ellas.
Para los bahaíes, la entrada en el más allá tiene el potencial para traer gran alegría. Bahá'u'lláh comparaba a la muerte con el proceso del nacimiento. Explica: "El mundo más allá es tan diferente de este mundo como este mundo es diferente a aquel del niño mientras está en el útero de su madre". La analogía al útero resume de muchas maneras la visión Bahá'í de existencia terrenal: tal y como el útero constituye un lugar importante para el inicio del desarrollo físico del hombre, el mundo físico provee el lugar para el desarrollo del alma individual. Así, los Bahá'í ven esta vida como una etapa preparatoria, donde uno puede desarrollar y perfeccionar aquellas cualidades que serán necesarias en la vida siguiente. La llave para el progreso espiritual es seguir el camino marcado por las manifestaciones de Dios, el más reciente de ellos es Bahá'u'lláh.
Las enseñanzas bahaíes dicen que existe un orden en las almas en el más allá, donde los méritos de cada alma y la práctica de virtudes en el plano terrenal determinan su posición, y que las almas que han practicado pocas virtudes tendrán niveles más bajos y que estas no pueden entender completamente la estación de aquellos más virtuosas. Cada alma puede progresar en el más allá, sin embargo el desarrollo del alma es ese estadio ya no depende de sus esfuerzos conscientes sino de la gracia de Dios, las oraciones de otros, y las buenas acciones llevadas a cabo por otros en la Tierra en nombre de la persona.

## Veneración y ritos religiosos
La veneración, ceremonias y tradiciones relacionadas con la religión difieren sustancialmente entre las varias religiones abrahámicas. Entre las pocas similitudes está el ciclo de siete días en el que un día está reservado nominalmente a la veneración, la oración u otras actividades religiosas; esta tradición está relacionada con la historia bíblica del Génesis, en la que Dios creó el universo en seis días, y descansó en el séptimo. El islam que tiene al viernes como un día especial para las oraciones en congregación, no tiene el concepto del 'día de descanso'.
La práctica en el judaísmo ortodoxo está guiada por la interpretación de la Torá y el Talmud. Antes de la destrucción del Templo en el siglo I d. C., los sacerdotes judíos ofrecían sacrificios ahí tres veces al día, después, la práctica fue reemplazada por hombre judíos rezando tres veces al día, incluyendo la recitación de la Torá, en dirección al Monte del Templo en Jerusalén. Las obligaciones de oración para las mujeres judías varían según la denominación, en la práctica ortodoxa contemporánea las mujeres no leen de la Torá y solo deben decir ciertas partes de algunos de estos servicios diarios. Otras prácticas incluyen la circunsición de los varones, leyes alimenticias, Sabbat, Séder pascual, el estudio de la Torá, Filacteria y otros. El Judaísmo conservador, el judaísmo reformado y el movimiento reconstruccionista tienen visiones diferentes.
El cristianismo no basa su veneración en los textos del Antiguo Testamento, así que no tienen ritos sacrificiales como tal, pero su entera teología está basada en el concepto del sacrificio por Dios de su hijo Jesús para que su sangre otorgara el perdón de los pecados. La misa es un sacrificio simbólico donde ya no los fieles ofrecen a la divinidad, sino que la divinidad misma se ofrece a los fieles. Sin embargo, ofrendas a las iglesias cristianas y la caridad hacia los pobres son fuertemente alentadas y toman el lugar del antiguo sacrificio ritual. Adicionalmente, el autosacrificio en la forma de cuaresma, penitencia y humildad, en el nombre de Cristo y de acuerdo a sus mandamientos (cf. Sermón del monte), son consideradas formas de sacrificio que agradan a Dios.
Los seguidores del islam, los musulmanes, deben observar los pilares del islam. El primer pilar es la creencia en la unidad de Dios y en Mahoma como su profeta final. El segundo es orar cinco veces diarias (salat) hacia la dirección (alquibla) de la Kaaba en La Meca. El tecer pilar es Zakah, es una porción de la riqueza personal que debe ser entregada a los pobres o a otras causas específicas, lo que significa la donación de una parte específica de la riqueza y ahorros personales a personas o causas que Dios menciona en el Corán. La porción normal que se debe pagar es el dos y medio por ciento de los ahorros personales. El ayuno durante el mes musulmán del Ramadán es el cuarto pilar del islam, en el cual solo los musulmanes capaces deben de hacerlo. Finalmente, los musulmanes también están obligados a realizar un peregrinaje a La Meca al menos una vez en su vida. Solo los individuos cuya posición financiera o de salud sea insuficiente están exentos de hacer el Hajj. Durante su peregrinaje, los musulmanes pasan varios días en oración, arrepintiéndose y más notablemente, circunvalando la Kaaba entre millones de otros musulmanes. Al final del Hajj, ovejas y otros animales permisibles son matados para conmemorar el momento cuando Dios reemplazó al hijo de Abraham, para ellos Ismael y no Isaac, con una oveja para prevenir su sacrificio. La carne de estos animales es después distribuida entre los musulmanes, vecinos y familiares, necesitados.
Los bahaíes tienen las oraciones obligatorias diarias reveladas por Bahá'u'lláh. Prefieren orar oraciones reveladas por El Báb, Bahá'u'llah y `Abdu'l-Bahá por considerarlas de mayor belleza y poder que las inspiradas personalmente. Los Bahá'ís deben hacer abluciones antes de la oración y orar una de tres oraciones obligatorias (reveladas por Bahá'u'lláh]] diariamente. La oración bahaí a menudo toma la forma de una actividad privada durante la cual los bahaís pueden elegir orar hacia la Qiblih (el Santuario de Bahá'u'lláh]]). Muchos bahaís también celebran reuniones devocionales en sus hogares donde las oraciones y los escritos sagrados se leen, cantan, entonan o son recitados. Las reuniones devocionales bahaís están abiertas a gente de cualquier fe. El peregrinaje bahaí fue establecido por Bahá'u'lláh, pero las condiciones políticas en Irak y en Irán prohíben a los bahaíes visitar estos lugares. Originalmente, los bahaíes debían visitar ya sea la Casa de Bahá'u'lláh en Bagdag o la Casa de Báb en Shiraz, Irán. Actualmente las referencias bahaíes al 'peregrinaje' se aplican generalmente al viaje de nueve días visitando lugares sagrados bahaíes en Haifa, Bahji y Acre, Israel. También se debe anotar que además de la oración y el peregrinaje, los bahaíes ponen énfasis en darle un lugar a la veneración en la vida diaria. El trabajo es considerado como una forma de oración a Dios, así como lo es el estudio de las escrituras.

### Circuncisión
El judaísmo ortodoxo practica la circuncisión para los hombres como un asunto de obligación religiosa, así como el islam como un símbolo de dedicación a la religión. El islam también recomienda esta práctica como una forma de higiene. El cristianismo occidental reemplazó esa tradición con la ceremonia del bautismo que varía de acuerdo a la denominación, pero generalmente incluye inmersión, aspersión o unción con agua. Dada la decisión del cristianismo primitivo (Actos 15, Concilio de Jerusalén) de que la circuncisión no es obligatoria, continúa siendo opcional, a pesar del Concilio de Basilea, que la prohibió, y el párrafo N.º 2297 del Catecismo Católico llama a una amputación o mutilación no médica como inmoral. Muchos países con mayoría cristiana tienen tasas de circuncisión bajas (con la notable excepción de los Estados Unidos, y las Filipinas) por prescripción médica. La Iglesia Copta de Alejandría, la Iglesia copta Etíope y la Iglesia copta Eritrea sin embargo conservan la circuncisión ritual. Véase también Aposthia.

### Restricciones alimenticias
El judaísmo y el islam tienen leyes alimenticias, con la comida permitida llamada cashrut en el judaísmo y halal en el islam. Ambas religiones prohíben el consumo de la carne de cerdo; el islam también prohíbe el consumo de bebidas alcohólicas de cualquier tipo. Las restricciones del halal pueden ser vistas como un subconjunto de las leyes alimenticias del cashrut, así que muchos alimentos kosher son considerados halal; especialmente en el caso de la carne, la cual el islam prescribe que debe ser matada en el nombre de Dios, los musulmanes en Marruecos solían consumir comida kosher. Los protestantes no tienen un conjunto de leyes alimenticias. El cristianismo católico prescribe la abstinencia de algunos alimentos en diferentes periodos del año; pero estas tradiciones cambian de lugar en lugar y han cambiado con el tiempo, y algunas sectas no tienen nada comparable.
Algunos acercamientos a la práctica se han desarrollado en algunas denominaciones protestantes desde el siglo XIX, tales como la Iglesia Adventista del Séptimo Día, que aconseja fuertemente evitar ciertos alimentos y en algunos casos promueve el vegetarianismo o el veganismo. Los seguidores de la Fe Bahá'í tienen prohibido beber alcohol. También tienen prohibido el uso de los opiáceos y otras drogas recreacionales, a menos que sean prescritos por un médico competente. El mormonismo también tiene un código alimenticio, aunque más relacionado con las drogas que a la comida. Es conocido como la Palabra de Sabiduría.
En la Biblia cristiana, el consumo de animales estrangulados y de sangre estaba prohibido por Decreto Apostólico (Hechos 15:19-21) y aún están prohibidos entre los Testigos de Jehová y en la Iglesia Ortodoxa Griega.

## Proselitismo
El judaísmo acepta la conversión, pero no tiene misioneros como tales desde la destrucción del Templo. El judaísmo dice que los no judíos pueden alcanzar la rectitud siguiendo los leyes noájidas, un conjunto de siete mandamientos universales que se esperan que los no judíos sigan. En este contexto el Rambam (Rabino Moisés Maimónides, uno de los principales maestros judíos medievales, comentó, "Citando de nuestros sabios, la gente recta de otras naciones tienen un lugar en el mundo por venir, si han adquirido lo que deben aprender del Creador". Dado que los mandamientos aplicables a los judíos están mucho más detallados y son más onerosos que las leyes Noájidas, los académicos judíos han tradicionalmente mantenido que es mejor ser un buen no judío que un mal judío, por tanto desalentando la conversión. Muy frecuentemente, los convertidos al judaísmo son aquellos que se casan con judíos; en los Estados Unidos, el número de tales convertidos se estima en 10.000-15.000 al año. 

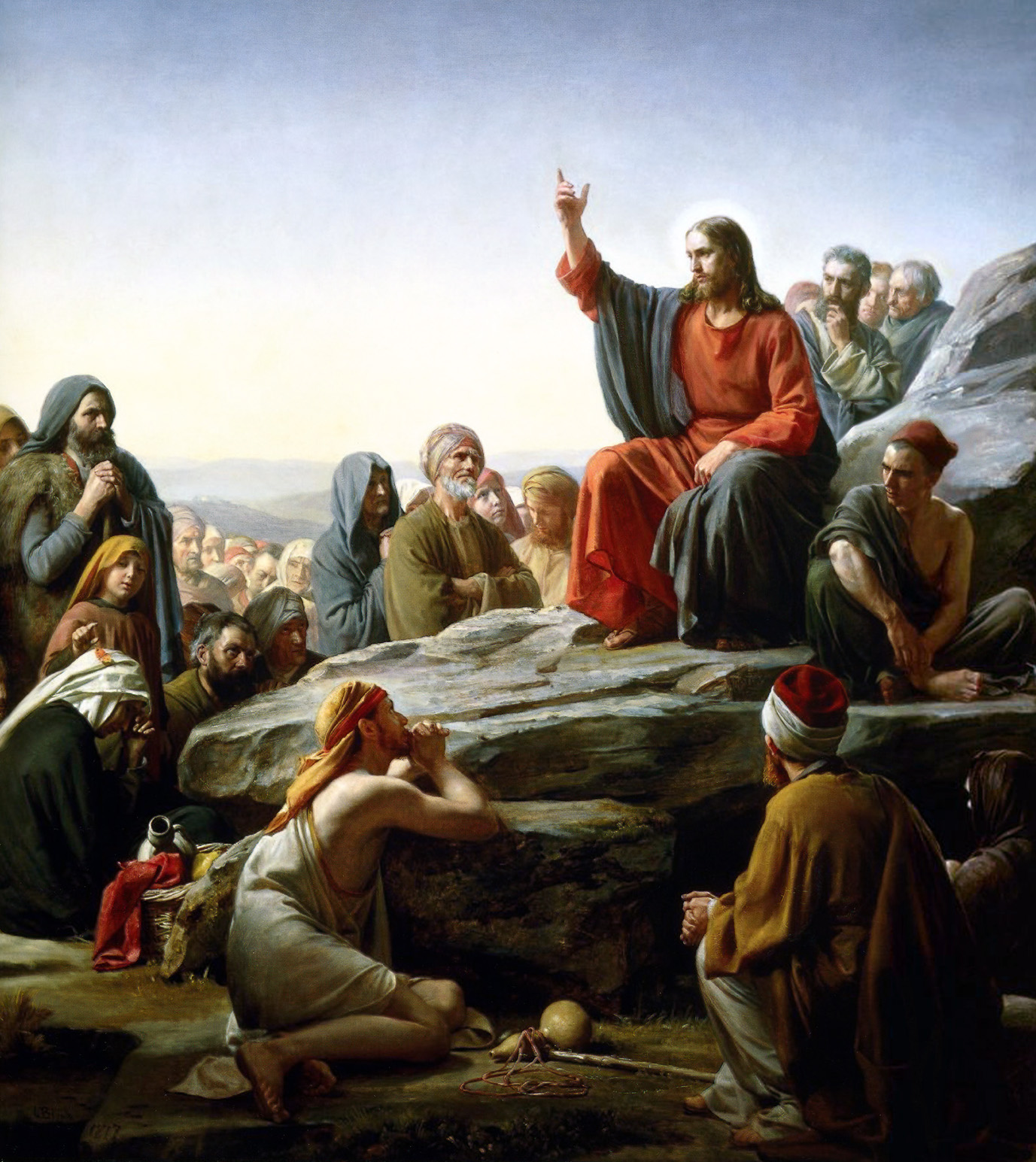
El Sermón del monte por Carl Heinrich Bloch.

El cristianismo promueve la evangelización, como Jesús lo hizo -convencer a otros de convertirse a la religión; muchas organizaciones cristianas, envían misioneros a comunidades no cristianas a través del mundo. Véase también La Gran Comisión.
Las conversiones forzadas al catolicismo han sido documentadas en distintos momentos de la historia. Los alegatos citados más prominentes son las conversiones de los paganos en Constantinopla; de musulmanes, judíos y ortodoxos orientales durante las cruzadas; de judíos y musulmanes durante la inquisición española donde las opciones eran exilio, conversión o muerte; y de los aztecas por Hernán Cortés. Muchas organizaciones Hindutva en la India dicen que algunos misioneros cristianos en la India están convirtiendo a los dalits analfabetos (las castas bajas) por vías fraudulentas. Las conversiones forzadas son consideradas como pecaminosas por la mayoría de las denominaciones, incluida la iglesia católica, cuya posición oficial es que las conversiones forzadas contaminan a la religión cristiana y ofenden a la dignidad humana, así que las ofensas pasadas o presentes son vistas como un escándalo (una causa de falta de fe).
Probablemente, la religión que dedica más tiempo a la actividad proselitista y de enseñanza pública son los Testigos de Jehová. Tienen por todo el mundo más de 1 millón de predicadores a tiempo completo y más de 6 millones a tiempo parcial. En 2010 dedicaron más de 1600 millones de horas a dicha labor proselitista. El número de conversos es de unos 800 cada día, a pesar del estricto estilo de vida que deben llevar.
W. Heffening dice que en el Corán "el apóstata es amenazado con castigo solo en el mundo siguiente" sin embargo "en la tradiciones, hay poco eco de estos castigos en el mundo siguiente... y en su lugar, tenemos en muchas tradiciones un nuevo elemento, la pena de muerte". Es importante notar la diferencia entre la influencia de la religión y la influencia de la tradición. Heffening dice que la jurisprudencia shafi'i interpreta el verso como aduciendo la evidencia principal para la pena de muerte en el Corán. El Corán tiene un capítulo (Sura) que trata de los no creyentes (llamado "Al-Kafiroon") (Q 109). En el capítulo hay también un verso (ayat) muy citado que dice, "'No hay compulsión en la religión, el camino de guía está libre de errores'" [2:256] y [60:8]. Esto significa que nadie debe ser llamado al islam y que el camino de la rectitud es distinto al del resto. De acuerdo a este verso, los convertidos al islam son los que ven este camino. La expansión musulmana durante la dinastía de los Omeyas se mantenía fiel a esta enseñanza, imponiendo la yizia (impuesto de defensa) a la Gente del Libro, judíos y cristianos a los que se incluyó los zoroástricos, en lugar de la conversión forzada o la muerte, que sí se aplicaba a todos los demás (kafirs o no creyentes: paganos, animistas, chamanistas, hindúes, budistas, etc). Hoy en día, el islam no tiene misioneros comparables a los cristianos, aunque alienta a sus seguidores a aprender sobre otras religiones y a enseñar a otros sobre el islam.
La Fe Bahá'í pone énfasis en que el proselitismo está prohibido. Los bahá'ís aceptan a los convertidos de todas las religiones y bagajes étnicos y activamente apoya la investigación personal en la fe. Los bahá'ís tienen "pioneros" y "maestros viajeros" que se movilizan en áreas donde las comunidades bahá'ís son muy pequeñas para ayudar a fortalecer y expandirlas. Los creyentes de otras fes tienen una alta posición y son vistos de muchas maneras como iguales espirituales. Mientras que los bahá'í ven a las leyes y a la revelación bahá'í como la más reciente, no desalientan a los creyentes de otras fes en sus prácticas espirituales, y además son líderes en los esfuerzos interconfesionales.